# Impact Corner
Impact Corner ist eine internationale Non-Profit-Organisation mit Sitz in Zürich, die sich für die Lösung sozialer und ökologischer Probleme einsetzt, und zwar durch die Schaffung von Arbeitsplätzen. Im Stiftungsrat sitzt unter anderem Samuel Muoto, der selbst aus Afrika stammt und daher viele dieser Probleme aus persönlicher Erfahrung kennt.
Die Stiftung entwickelt und setzt entsprechende Konzepte und Geschäftspläne für die Gründung von sogenannten Social Businesses um. Dies sind Firmen, die den Menschen Arbeit bieten und deren Gewinnerlöse teilweise für den Bau von gemeinnützigen Einrichtungen wie beispielsweise Waisenhäusern oder Schulen eingesetzt werden.
Impact Corner ist auf internationaler Ebene tätig. Der Schwerpunkt liegt im Jahr 2017 auf Projekten in den Ländern Äthiopien, Ghana, Liberia, Kambodscha und Ecuador.

## Organisationsstruktur
Die Stiftung fungiert als führende Einheit für die verschiedenen Sozialunternehmungen. Die Stiftung stellt Geldmittel, Technologie und Projektmanagement bereit und überwacht die sozialen und umweltrelevanten Standards sowie den allgemeinen Geschäftsfortschritt.
Jedes Projekt wird wie ein normales Unternehmen geführt, und zwar von einem lokal rekrutierten Management-Team, das vom Aufsichtsrat ausgewählt und bestätigt wird. Impact Corner ernennt einen dedizierten Projektleiter, der die einzelnen Projektaktivitäten überwacht und mit den Managern vor Ort zusammenarbeitet. Die Projektleiter kümmern sich im Auftrag von Impact Corner um operative und administrative Belange der zugeordneten Unternehmung.

## Finanzierung der Projekte
Die Basisstrukturen des Sozialunternehmens werden mithilfe von privaten und institutionellen Spendengebern etabliert. Dadurch soll die Phase zwischen Start und Wachstum überbrückt werden, die als sogenanntes „Valley of Death“ bezeichnet wird. Dieser Ausdruck bezieht sich auf den Zeitraum zwischen den ersten Kapitaleinlagen für ein Startup-Business bis zu dem Punkt, an dem das Unternehmen beginnt, Einnahmen zu generieren. Während dieser Phase sind zusätzliche Finanzierungsquellen in der Regel knapp, so dass die Gefahr für Cashflow-Engpässe besteht. Besonders soziale Projekte sind oft anfällig für solche Probleme. Sie tun sich aufgrund ihres Startup-Status sowie der geografischen Lage oft besonders schwer damit, Investoren für ihre Idee zu gewinnen.
Etwa 30 Prozent des Kapitals werden demnach von Philanthropen und Förderstiftungen, die anderen 70 Prozent von Investoren bereitgestellt.